# Sophie von Brandenburg-Ansbach
Sophie von Brandenburg-Ansbach (* 23. Januar 1535 in Ansbach; † 12. Februarjul. / 22. Februar 1587greg. in Liegnitz) war eine Prinzessin von Brandenburg-Ansbach und wurde durch Heirat Herzogin von Liegnitz.

## Leben
Sophie war eine Tochter des Markgrafen Georg von Brandenburg-Ansbach (1484–1543) aus dessen dritter Ehe mit Aemilia (1516–1591), Tochter des Herzogs Heinrich von Sachsen.
Sie heiratete am 11. November 1560 in Liegnitz Herzog Heinrich XI. von Liegnitz (1539–1588). Die Verbindung diente ihrem leiblichen Bruder Georg Friedrich I., der Ältere (1539–1603), der von 1543 bis 1603 Markgraf des Fürstentums Brandenburg-Ansbach und in der Folge seines Vaters Georg dem Frommen (1484–1543) Herzog von Jägerndorf und von 1557 bis 1603 Markgraf des Fürstentums Brandenburg-Kulmbach war, zur Festigung seiner Anerkennung als schlesischer Herzog. Die Ehe gestaltete sich sehr unglücklich, was auch auf eine erhebliche Reizbarkeit Sophies zurückzuführen war.
Sophie ist nicht zu verwechseln mit ihrer gleichnamigen Tante (1485–1537), die ebenfalls Herzogin von Liegnitz war.

## Nachkommen
Aus ihrer Ehe hatte Sophie folgende Kinder:
- Katharina Sophia (1561–1608)

⚭ 1587 Pfalzgraf Friedrich von Zweibrücken-Vohenstrauß (1557–1597)
- Anna Maria (1563–1620)
- Emilia (1563–1618)
- Georg Friedrich (*/† 1565)
- Sohn (*/† 1565)
- Sabina Barbara (1571–1572)